# IFPI
IFPI（International Federation of Phonogram and Videogram Producers）は、英国ベースの国際的な音楽業界の業界団体である。訳語として「国際レコード・ビデオ製作者連盟」（こくさいレコード・ビデオせいさくしゃれんめい）など。
1933年にイタリアで設立された『International Federation of the Phonographic Industry』を母体として発足し、1974年に現在の名になった（日本語では現在でも「国際レコード産業連盟」「国際レコード連盟」の訳語が使われることがある）。
世界75か国に1450の会員を持つ国際組織で、会員の権益擁護を目的に活動を行っている。日本においては日本レコード協会が会員になっている。